# Aryana Engineer
Aryana Engineer (Vancouver (British Columbia), 6 maart 2001) is een Canadees kindactrice. Aryana Engineer is van Iraanse en Schotse afkomst en bereikte bekendheid door haar rol in de horrorfilm Orphan (2009), waarin ze Maxine Coleman speelde.
Aryana Engineer is vanaf haar geboorte doof.